# Seka Severin de Tudja
Seka Severin de Tudja   (Zagreb, 10 d'abril de 1923 - Caracas, 2 de gener de 2007), més coneguda com a «Seka», va ser una escultora i ceramista croata nacionalitzada veneçolana. Va ser filla de Dragutin Severin i Angela Tolg.

## Educació
Seka Severin va estudiar escultura a l'Acadèmia de Belles Arts de Zagreb (Croàcia), amb Frano Kršinić i Krsto Hegedušić entre 1942 i 1945, abans d'anar-se'n a París (França), amb una beca del govern francès entre els anys 1946 i 1948. Aquí, va continuar amb seus estudis en escultura així com dibuixant en l'Académie de la Grande Chaumière, abans d'obtenir un grau professional a La Sorbona (1948) en història de l'art i arqueologia.

## Carrera artística
Estant a París, Severin va experimentar amb diversos materials i processos, i va fer animacions amb figures de cera esculpida; el seu treball (en un taller de botons de ceràmica) la va portar a una entesa més tècnic de medi. Durant la seva permanència a París va realitzar figures amb la tècnica de la cera perduda per animacions cinematogràfiques.
El 1952 es trasllada a Caracas (Veneçuela), on continua fent objectes utilitaris, mentre continuava provant variacions de calor i temps de cocció en el seu recentment adquirit gran forn. És aquí on comença a investigar i experimentar tècniques de la ceràmica i comprova les variacions que es produeixen a través de les alteracions dels cànons tècnics. El seu treball es va basar en investigacions sobre la forma, la textura i el color.
El seu treball en aquesta època seguia sent variat, va presentar un mural ceràmic en baix relleu al XVI Saló Oficial Anual d'Art Veneçolà de 1955, peça que va guanyar aquest mateix any el Premi Nacional d'Arts Aplicades. També, el 1965, va rebre medalles d'or en l'exposició international Les Emaux dans la Céramique actuelle (Els esmalts a la ceràmica actual) al Museu Ariana (museu suís de ceràmiques i vidres) a Ginebra (Suïssa), i el 1967 a la exhibició Form und Qualität (Forma i Qualitat) a Múnic (Alemanya); així mateix, va ser distingida amb diplomes a l'Exposició Internacional de Ceràmiques al Museu de Victòria i Albert a Londres (Anglaterra) el 1972. i en la Triennal del Món de Ceràmiques fines celebrada a Zagreb (Iugoslàvia) el 1984.
La seva primera exhibició individual anomenada Trenta-cinc ceràmiques de Seka va estar organitzat per Miguel Arroyo el 1962 al Museu de Belles Arts de Caracas. A partir d'aquest moment, Seka Severin va començar a atreure l'atenció internacional i va representar a Veneçuela en exposicions a l'estranger. A aquest esdeveniment van seguir dos importants retrospectives a Caracas: al Museu d'Art Contemporani el 1982 i al Centre Cultural Consolidat el 1993. El seu treball va ser mostrat internacionalment en nombroses exhibicions grupals al llarg de la seva vida.

## La seva obra
Els seus treballs primerencs a Veneçuela van incorporar inspiracions de figures precolombines, mentre que els seus treballs tardans van rebutjar l'ornamentació a favor del procés, el medi, i les consideracions formals, de textura, i color.
Després de 1972, Seka va explorar les possibilitats amb formes ovoides amb exterior completament sòlid, reduint encara més la bretxa entre la ceràmica i l'escultura. El 1962 va fer peces completament tancades les quals alternava amb altres que posseïen orificis o que eren parcialment obertes; des de 1972 va decidir treballar només formes tancades que són com variacions lliures sobre l'esfera i l'oval. Seka utilitza argila vermella o blanca modelada a mà; realitza una fornada i posteriorment dues fornades amb esmalt blanc, a les que segueixen nombroses fornades a baixes temperatures (entre 700 i 1200 °C) amb esmalts superposats per a aconseguir els colors i les textures; amb freqüència li concedeix a les seves peces un craquelat particular, variant terres i òxids, i aplica els pigments de sobrecoberta variant pinzells i olis. Aquests processos tècnics, portats a terme en seqüència i amb gran rigor, són registrats en els títols mateixos de les peces, codis seriats amb lletres i números. La variació de textures va des retícules tot just suggerides o tancades i «núvols», fins a peces més complexes.
Seka va ser una activa participant del Saló Oficial, on va ser premiada el 1955, i també dels salons de ceràmica que es realitzaven a la Sala Mendoza. El 1972 és nomenada membre de l'AIC i des de 1979 és membre honorària de l'AVAF. Segons Miguel Arroyo, en les seves peces «està previst, configurat i intemporalitzat (com a esplendorosos diagrames secuencials) l'estremidor procés de convulsions, erupcions, esllavissades i fusions per les quals haurà de passar (i passa) la matèria fins a aconseguir la seva final estabilització. Per això, quan les mirem detingudament vam descobrir que les ressonàncies que elles produeixen en la nostra ment no estan motivades per associacions superficials, sinó per causes molt més profundes que tenen a veure amb la vinculació que hi ha entre les seves matèries i altres que van viure semblant o idèntic procés de conflagració i d'estabilització» (1989, pàg. 130).
De Seka, la GAN posseeix en la seva col·lecció les peces T-3a, AG-2 i AH-37a. Ha participat en nombroses exposicions col·lectives i individuals.

## Exposicions
- 1959, Librería Española, París.
- 1962, Cerámica contemporánea (Museu Nacional de Belles Arts, Buenos Aires, Argentina).
- 1962, Treinta y cinco cerámicas de Seka (Museu de Belles Artes, Caracas, Veneçuela). Exhibició individual.
- 1963, 9th Ceramic Art (Institut Smithsonià, Washington, USA).
- 1963, Venezuelan Pottery (Museum of Contemporary Crafts, Nova York, USA).
- 1965, Les émaux dans la céramique actuelle (exposició internacional: Esmaltes Cerámicos Actuales), Musée de l'Ariane (Ginebra, Suïssa).
- 1966, Internationale Kunsthandwerk (Stuttgart, Alemanya).
- 1967, Forma und Qualität (Forma y Qualitat) (Múnic, Alemanya).
- 1972, International Exhibition of Ceramics' (Museu de Victòria i Albert, Londres, Anglaterra).
- 1974, In Praise of Hands (WCC, Toronto, Canadá).
- 1976, Cerámica 1962-1975 (Sala Mendoza / Keramika, Musej Suvremene Umjetnosti, Zagreb).[2]
- 1982, Forma, textura, color (Museu d'Art Contemporani, Caracas, Venezuela).[3]
- 1984, I Triennal Mundial de Ceràmiques Fines, (Zagreb, Croàcia).
- 1984, Sculptures du XXe siècle. De Rodin a Tinguely (Museu Rath, Ginebra, Suïssa).
- 1985, International Ceramics (Museu de Belles Arts, Taipei, Taiwan).
- 1985, Venezuelan Studio Ceramics (British Crafts Center, Londres).
- 1986-1988, Encuentro de ceramistas contemporáneos de América Latina.
- 1992, Barro de América (MACC).[4]
- 1993, La cerámica de Seka 1960-1993 (Centre Cultural BOD, Caracas, Veneçuela).[5]
- 1996, AIC (Umeleckoprumyslové Muzeum, Praga)
- 1996, Europa y Venezuela, vínculo cerámico (MACCSI i Museu d'Art, Coro).
- 1996, La energía del barro (Sala Sidor).
- 1998, Keramika 1964-1998 (Muzej za umjetnost i obrt, Zagreb).[6]
- 2015, Moderno: Design for Living in Brazil, Mexico, and Venezuela, 1940–1978 (Americas Society, Nova York, USA).[7]

## Col·leccions
- Banc Mercantil, Caracas.
- Col·lecció Cisneros, Caracas.
- Galería de Arte Nacional (GAN), Caracas.
- Museu d'Art Contemporani de Caracas (MACCSI).
- Musée de l'Ariane, Ginebra, Suïssa.
- Museu de Belles Arts, Taipei, Taiwan.
- Museu de Ciutat Bolívar.
- Muzej Suvremene Umjetnosti, Zagreb.
- Muzej za Umjetnost i Obrt, Zagreb.
- Umeleckoprumyslové Museum, Praga.
- Universidad Simón Bolívar (USB), Veneçuela.
- Museu de Victòria i Albert, Londres.

## Premis
- 1955, Premi Nacional d'Arts Aplicades, XVI Saló Oficial.
- 1962, Medalla d'Or, Exposició internacional de ceràmica, Praga.
- 1962, Medalla d'Or, Exposició internacional de ceràmica contemporània, Buenos Aires.
- 1965, Medalla d'Or, Exposition internationale les emaux dans la céramique actuelle, Museu de l'Ariane, Ginebra, Suissa.
- 1967, Medalla d'Or de l'Estat de Baviera, Form und Qualität, Múnic, Alemanya.
- 1972, Diploma, International Exhibition of Ceramics, Museu de Victòria i Albert, Londres.
- 1984, Diploma, I Triennal del Món de la Petita Ceràmica, Zagreb.
- 1991, Premi Gobernació del Districte Federal, menció ceràmica, Caracas.